# Monts de Bzyp
Les monts de Bzyp (en russe : Бзи́пский хребе́т, Bzypski khrebet), ou Agueïchkha (en abkhaze : Агеишьха, en géorgien : ბზიფის ქედი), forment une chaîne montagneuse en Abkhazie sur le versant sud de la partie occidentale du Grand Caucase qu'ils longent parallèlement sur une longueur de 50 km. Ils culminent à 3 033 mètres d'altitude. Ils sont constitués de calcaire avec un paysage karstique et sont délimités par la vallée de la rivière Bzyp du nord à l'ouest et en partie par celle de la rivière Kelassour qui les séparent des monts d'Abkhazie. Le versant sud, entaillé par les vallées des rivières Khypsta, Aapsta, Goumista occidentale, Goumista orientale et enfin Kelassour, descend en pentes douces en direction de la mer Noire. Le versant nord, en revanche, est découpé de manière abrupte.
Le sommet le plus élevé est le mont Khimsa suivi du mont Dzychra (2 623 m). Les monts de Bzyp possèdent plusieurs cols, dont celui de Soukhoumi (1 387 m), le col de Khimsa (2 454 m) et celui de Goudaouta.
Ils sont réputés d'un point de vue touristique pour leurs chutes d'eau, leurs gorges abruptes et leurs grottes, au nombre d'une quarantaine. L'endroit le plus apprécié des spéléologues est la grotte neigeuse (Snejnaïa) de 1 753 mètres de profondeur.
Leurs pentes sont couvertes de conifères et au-dessus de pistes skiables. La flore a été étudiée par Nikolaï Albov à la fin du XIXe siècle.

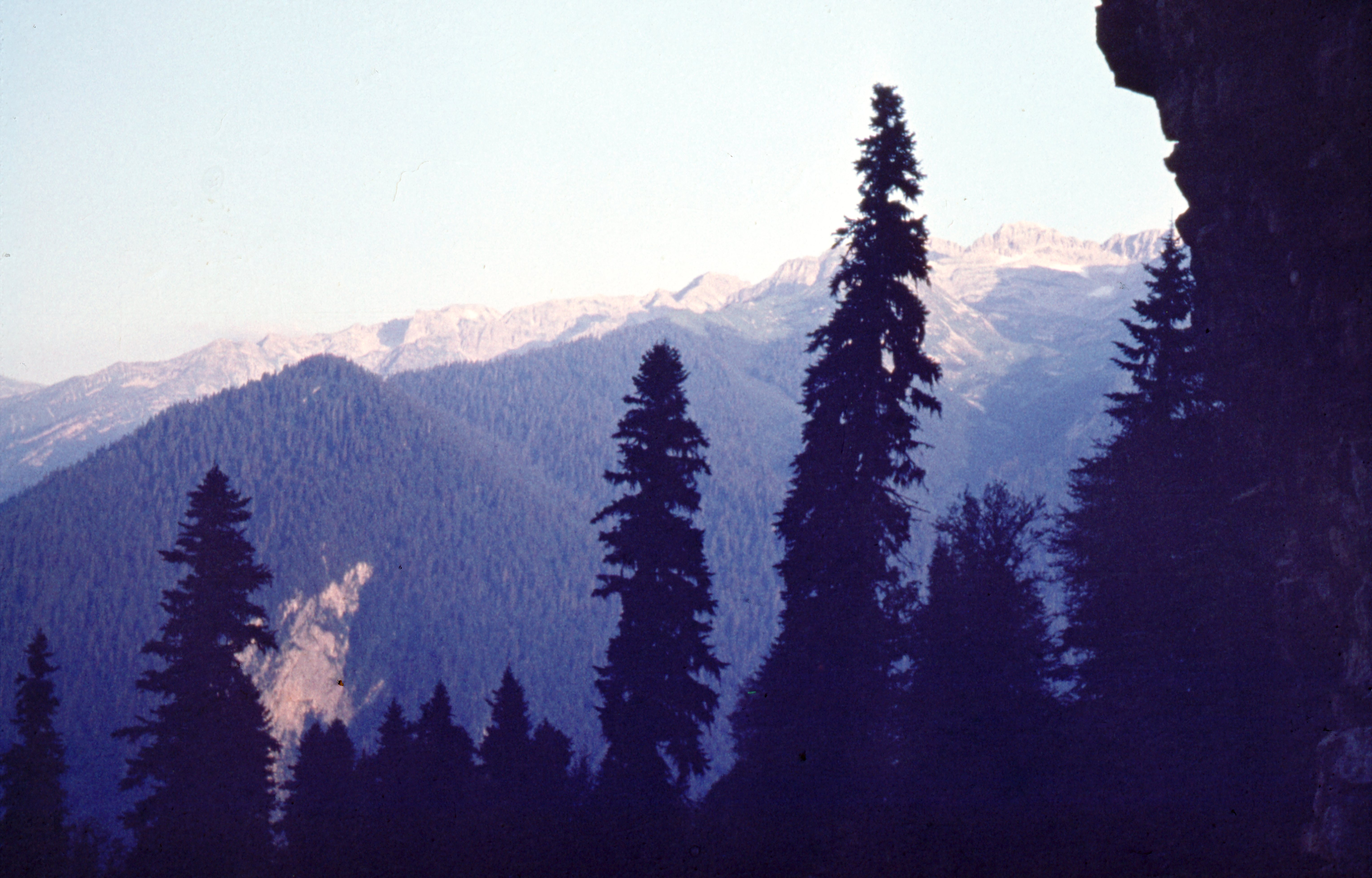
Vue du nord des monts de Bzyp